# Ди Би Си Пьер
Пи́тер Уо́ррен Фи́нлэй (англ. Peter Warren Finlay, 1961, Аделаида, Австралия), известный как Ди Би Си Пьер (DBC Pierre) — австралийский писатель, лауреат Букеровской премии 2003 года. Первая часть его псевдонима (инициалы DBC) означает dirty but clean — «грязный, но чист», вторая часть — детское прозвище.

## Биография
Питер Уоррен Финлэй родился в 1961 году в Австралии. Детство Питера прошло в Мексике, где его семья вела банковский бизнес. В девятнадцать лет Финлэй потерял отца. Вскоре после этого в Мексике была проведена национализация, и финансовое положение его семьи резко ухудшилось. Финлэй пристрастился к наркотикам, занялся воровством. Писатель утверждает, что последующие несколько лет его жизни прошли в наркотическом тумане, дабы заработать на очередную дозу он постоянно мошенничал, а однажды даже продал дом приютившего его друга.
В 1990-е годы Питер Финлэй жил отшельником, восстанавливаясь после десятилетней наркотической зависимости. Он нашёл работу художника-оформителя и в 2000 году перебрался в Ирландию. Здесь он готовил к печати свой дебютный роман «Вернон Господи Литтл». 14 октября 2003 года эта книга, посвящённая актуальной проблеме массовых убийств с использованием огнестрельного оружия в американских школах, удостоилась Букеровской премии. Решение жюри было встречено неоднозначно, многие наблюдатели увидели в нём потакание вкусам публики, так как главными темами романа-победителя стали замешанные на антиамериканизме секс и насилие. Получая награду Питер Финлэй заявил, что большая часть призовой суммы в 50 000 фунтов пойдёт на погашение многочисленных долгов, которых у писателя к 2003 году накопилось около 200 000 долларов. По результатам социологического опроса, проведённого среди британцев в 2007 году, роман «Вернон Господи Литтл» возглавил список художественных книг, которые люди не дочитывают до конца.
В марте 2006 года увидел свет второй роман Питера Финлэя «Люськин ломаный английский».